# Marat Khousnoulline
Marat Chakirzianovitch Khousnoulline (en russe : Марат Шакирзянович Хуснуллин ; né le 9 août 1966 à Niaksimvol, Kazan, URSS) est un homme politique russe. Il est adjoint au maire de Moscou au sein du gouvernement de Moscou pour le développement urbain et de la construction de 2010 à 2020.  Depuis 2020, il est Vice-Premier ministre chargé de la construction et du développement régional.

## Biographie
Il naît à Kazan dans l'ancienne République socialiste soviétique autonome tatare. Sa mère Roza (ou Rosa) Garafutdinovna Khusnullina est citoyen britannique, ce qui lui permet de donner une origine officielle à sa fortune.
Il obtient en 1990 un diplôme de Kazan State Finance and Economics Institute (en). Il poursuit des études à l'Open University. En 2006, il obtient un doctorat en économie.

### Direction de la construction au Tatarstan
De 2001 à 2010, Khusnullin dirige le ministère de la Construction, de l'Architecture, du Logement et des Services communaux de la République du Tatarstan. A cette époque, un grand nombre d'investissements est réalisé, notamment pour des logements de grandes villes de la république, mais aussi dans les infrastructures de transport routier.

### Direction de la construction de la ville de Moscou
Fin 2010, le nouveau maire de Moscou, Sergueï Sobianine, lui confie le poste de maire adjoint chargé de la construction.
Au début de son mandat, sur instructions du maire, il résilie ou renégocie un grand nombre des 1 305 contrats de construction en cours à Moscou. Il s'ensuit une centaine de procès et un gros mécontentement des promoteurs.
Dans une 2e phase, il s'attaque à des rénovations urbaines et à la poursuite de la construction du métro. Son objectif est alors de construire 10 nouvelles stations par an, soit 5 fois plus qu'avant son arrivée, grâce à de nouveaux financements fédéraux et à une construction des nouvelles lignes à une moindre profondeur que les anciennes. En 2017, il s'attaque à la rénovation des logements à Moscou,.
Parmi ses travaux : la rénovation du Stade Loujniki et le Parc Zariadié.
Au début de son mandat, il crée davantage de concurrence entre les entreprises. Toutefois, les entreprises sont chapeautées par un entrepreneur général, JSC Mosinzhproekt, dirigé par un ancien collègue de Khousnoulline au Tatarstan, Mars Gazizullin. Par la suite, l'entrepreneur général sélectionne les entreprises qui participent aux appels d'offres. Par ailleurs, la Commission foncière de la mairie, chargée d'approuver les projets, devient une simple chambre d'enregistrement, et ses comptes-rendus ne sont pas diffusés.
Au cours de son mandat, Khousnoulline fait entrer dans les services de la mairie 46 de ses compatriotes du Tatarstan. Il confie un nombre important de contrats à des entreprises dirigées par des personnes du Tatarstan.
Il participe notamment aux travaux du Forum urbain de Moscou. 

### Vice-premier ministre de Russie
Khousnoulline est chargé de la gestion des investissements de la Russie en Crimée, notamment de la construction de routes et de l'approvisionnement en eau.
Il doit reconstruire progressivement les territoires ukrainiens détruits par la guerre. C'est ainsi qu'il met en service un tramway à Marioupol en mai 2023.

## Sanctions
Il est soumis à des sanctions américaines, européennes, australiennes, suisses et de la Grande-Bretagne à partir du 25 février 2022 pour sa participation à un gouvernement en guerre contre l'Ukraine.

## Vie personnelle et famille
Sa mère, Rosa Khusnullina, dirige la société britannique Averdo Property Management Ltd, qui contrôle des entreprises de construction du Tatarstan.
Son épouse, Liliya Khusnullina possède le plus grand gisement d'argile du Tatarstan et d'énormes quantités de terres qu'elle a vendu ou loué, notamment aux autorités fédérales. En 2014, elle est la 40e épouse de fonctionnaire la plus riche selon Forbes, avec un revenu de 42 millions de roubles (environ 700 000 €. Le couple divorce en 2018, Lilya s'appelle désormais Kharisova,.
Sa fille Alina Khusnullina, conjointement avec Rosa Khusnullina, contrôle le capital de l'hôtel Chistopol (Tatarstan).